# Katrina vanden Heuvel

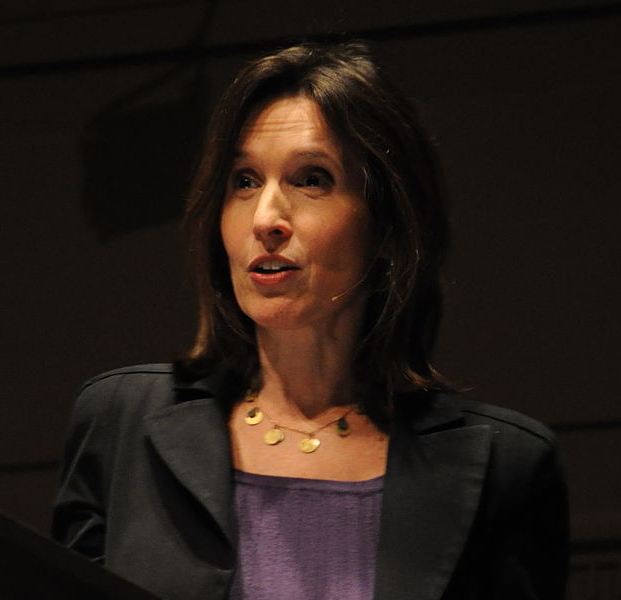
Katrina vanden Heuvel, 2001

Katrina vanden Heuvel (* 7. Oktober 1959 in New York City) ist eine US-amerikanische Journalistin und Chefredakteurin der US-amerikanischen The Nation und besitzt auch Anteile daran. Sie ist Mitglied im Council on Foreign Relations und ist häufig Gast in politischen Formaten, darunter Fernsehsendungen auf ABC, CNN oder auch Democracy Now. Sie schrieb Artikel, die in der New York Times, Washington Post und anderen Zeitungen zu lesen waren, zudem hat vanden Heuvel mehrere Bücher veröffentlicht. Für das Institute for Policy Studies ist sie im Board of Trustees.

## Biografie
Katrina vanden Heuvel ist Tochter von William vanden Heuvel und Jean Stein, ihre Eltern ließen sich scheiden, als sie zehn Jahre alt war. Sie wuchs in New York City auf. Sie ist Alumna der Princeton University, ihr Studium beendete sie 1981 Summa cum laude.
Katrina vanden Heuvel war mit Stephen F. Cohen verheiratet.

### Karriere
Katrina vanden Heuvel war 1995 bereits ein Jahr für The Nation als „acting editor“ (dt. etwa: kommissarischer Redakteur) tätig, als sie das Magazin mit einer Gruppe Investoren um Victor Navasky erwarb. Sie löste Navasky dann als Chefredakteur ab. Zuvor war sie bereits Editor-at-Large für die Berichterstattung über die Sowjetunion gewesen.
Zwischen 2006 und 2012 veröffentlichte vanden Heuvel in der Huffington Post, seit 1996 veröffentlicht sie wöchentlich eine Kolumne in der Washington Post.

## Publikationen
- mit Stephen F. Cohen: Voices of Glasnost: Interviews with Gorbachev's Reformers. 1990, ISBN 0-393-30735-2.
- A Just Response: The Nation on Terrorism, Democracy, and September 11, 2001. 2002, ISBN 1-56025-400-9.
- mit Robert Borosage: Taking Back America – And Taking Down the Radical Right. 2004, ISBN 1-56025-583-8.
- Dictionary of Republicanisms: The Indispensable Guide to what They Really Mean when They Say what They Think You Want to Hear. Nation Books, 2005, ISBN 1-56025-789-X.
- The Change I Believe In: Fighting for Progress in the Age of Obama. Nation Books, 2011, ISBN 978-1-56858-688-5.